# 미엥지제츠포들라스키

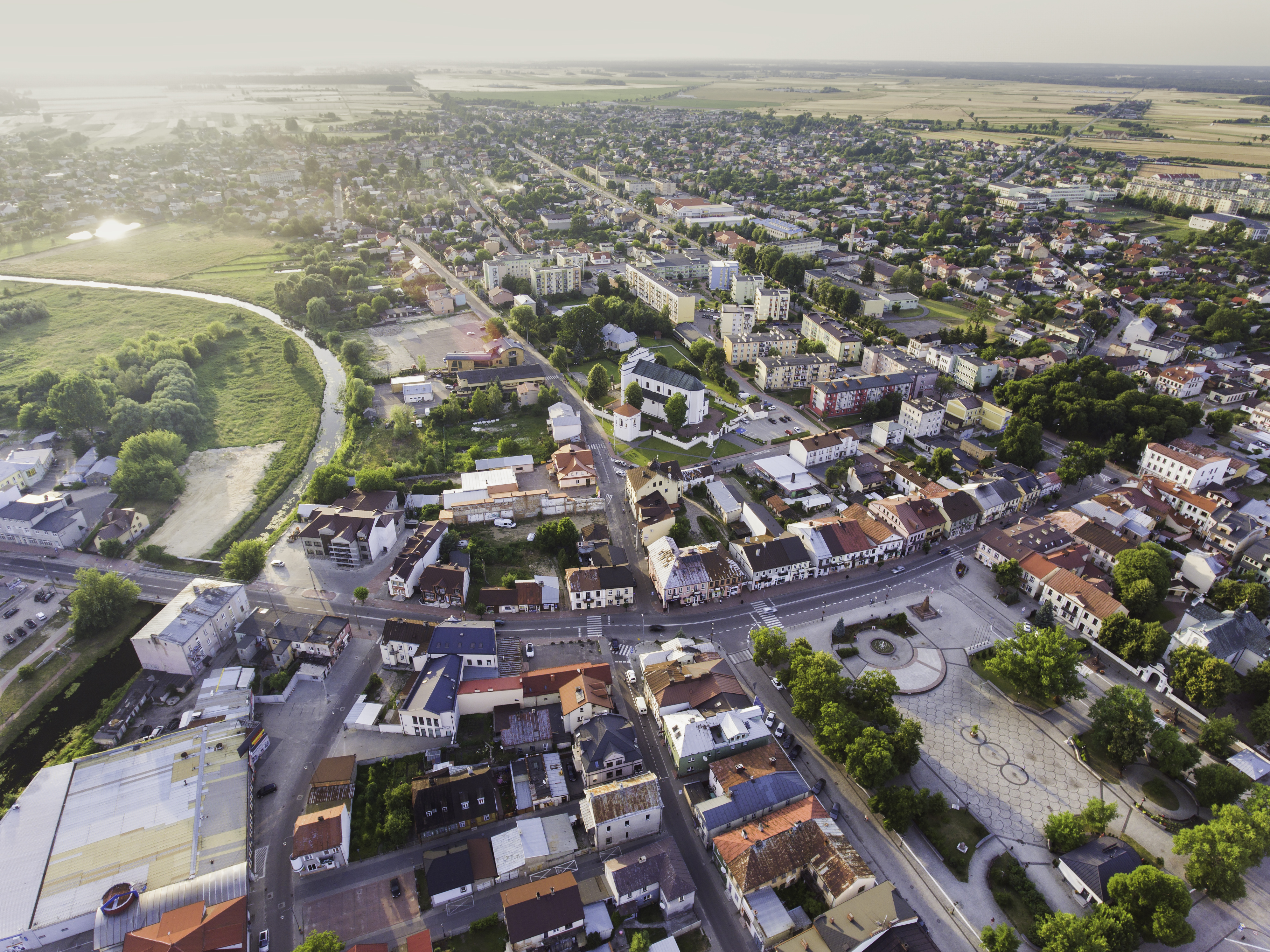
미엥지제츠포들라스키 (Międzyrzec Podlaski)

미엥지제츠포들라스키(폴란드어: Międzyrzec Podlaski, 라틴어: Meserici, 독일어: Meseritz)는 루벨스키에 주 비아와포들라스카 군(Biała Podlaska)에 위치한 도시이다.

## 역사
도시는 1477년에 지어졌다. 미엥지제츠포들라스키(Międzyrzec Podlaski)가 공식적으로 첫 번째로 이 도시를 승인했다. 16세기부터 큰 유대인 인구가 있었다. 1795년에, 의회 폴란드의 일원에 포함되었을 때, 도시는 1809년까지 1815년에서 바르샤바 공작령에 속해 있는 오스트리아에 의해 점유되었다.
1930년대 말, 약 12,000명의 사람들 중 인구의 3%는 유대인이었다. 1939년 9월 말에, 적군은 도시를 점령했다, 그러나 10월 초에 스탈린-히틀러 협정의 한 부분으로 도시가 소연방에 의하여 독일령으로 넘겨졌다. 그 뒤로 유태인의 약 2,000명은 소련 점령 지역으로 피하기 위해 도시를 떠났다. 독일인은 20,000명이 종사하고 포로에 의해 점유된 도시안에 유대인 거리를 건립했다.

## 거리
도시안에 위치한 15세기 시장 및 1477년에 세워진 니콜라스 교회가 위치해 있다. 현지 병원은 1846년과 1950년 사이에 건립되고, 기차역은 1867년에 도시에 지어졌다.

## 경제
이 도시는 약 4,900명의 캘리포니아의 시민을 고용했다.
산업 분야는 36%, 무역은 19%, 교육은 11%를 차지한다. 도시 실업률은2005년 10월에 22%이었다.